# Tư Mã Sư
Tư Mã Sư (chữ Hán: 司馬師; 207 -  255), biểu tự Tử Nguyên (子元), là một chính trị gia, quân sự gia, quyền thần nhà Tào Ngụy thời Tam Quốc trong lịch sử Trung Quốc.
Ông là một quyền thần của nhà Tào Ngụy từ nhỏ nhờ cha ông Tư Mã Ý có công bảo vệ nhà Ngụy trước những cuộc tấn công của Gia Cát Lượng, sau đó cha ông đã tiêu diệt vây cánh đại thần tông tộc của Tào Ngụy là Tào Sảng, từ đó nhà Tư Mã nắm lấy binh quyền nhà Tào Ngụy. Sau khi Tư Mã Ý qua đời, Tư Mã Sư tiếp tục nắm lấy binh quyền nhà Ngụy, duy trì việc khống chế những người chống đối khi phế hoàng đế hiện tại là Tào Phương, lập Tào Mao làm hoàng đế, tạo điều kiện cho em ông Tư Mã Chiêu nắm quyền lực tuyệt đối nhà Tào Ngụy, tạo tiền đề cho cháu ông (con của em ông Tư Mã Chiêu) là Tấn Vũ Đế Tư Mã Viêm soán ngôi nhà Ngụy, lập nhà Tây Tấn.
Sau khi nhà Tấn thành lập, ông được cháu mình truy tôn thụy hiệu là Cảnh hoàng đế (景皇帝), miếu hiệu là Thế Tông (世宗).

## Thân thế
Tư Mã Sư người huyện Ôn, quận Hà Nam (nay là huyện Ôn, tỉnh Hà Nam), là con trai cả của Tư Mã Ý, một nhà chiến lược quân sự và chính trị nước Tào Ngụy thời Tam Quốc, cháu nội Kinh Triệu doãn Tư Mã Phòng thời Đông Hán. Xuất thân là con đại thần nhà Ngụy, Tư Mã Sư nhanh chóng bước vào quan trường khá thuận lợi. Khi cha cầm quyền, ông giữ chức Trung hộ quân, rồi thăng lên Phủ quân đại tướng quân.
Năm 249, Tư Mã Sư tham gia Sự biến Cao Bình Lăng, được phong tước Trường Bình Hương hầu (長平鄉侯), kiêm thăng chức vụ Vệ tướng quân.
Cuối năm 251, Tư Mã Ý qua đời, sang đầu năm sau (252) ông lên thẳng chức Đại tướng quân, gia thêm chức Thị trung, được ban cờ tiết, Đô đốc trung ngoại chư quân sự, Lục thượng thư sự.
Tháng 3 năm 253, tướng Đông Ngô là Gia Cát Khác khởi 20 vạn quân đi đánh Ngụy. Tư Mã Sư sai Thái phó Tư Mã Phu tới thống suất các tướng Trấn đông tướng quân Vô Khâu Kiệm và Thứ sử Dương châu là Văn Khâm mang quân kháng cự. Sau một thời gian quân Ngô vây hãm Tân Thành không thể hạ được, Vô Khâu Kiệm và Văn Khâm biết tình hình quân Ngô bệnh dịch bèn phát lệnh tấn công. Quân Ngô thua trận, Gia Cát Khác buộc phải rút quân, trên đường về trúng mai phục của Văn Khâm ở Hợp Du, bị thiệt hại nặng.

## Phế Tào Phương lập Tào Mao
Tháng giêng năm 254, Tào Phương trước sự chèn ép của họ Tư Mã bèn mưu cùng Hạ Hầu Huyền (người cùng họ tông thất Tào Ngụy) và các đại thần Lý Phong, Nhạc Đôn, Tô Nhạc, Trương Tập đánh đổ Tư Mã Sư để đưa Hạ Hầu Huyền lên làm phụ chính Đại tướng quân. Mưu sự bại lộ, Tư Mã Sư khép tội Hạ Hầu Huyền cùng những người cùng cánh là Lý Phong, Trương Tập, Nhạc Đôn, Lưu Hiền tội danh "phế bỏ đại thần" và tru di tam tộc họ.
Sau khi giết phe Hạ Hầu Huyền, đến tháng 9 năm đó Tư Mã Sư nhân danh Quách thái hậu phế truất Tào Phương làm Tề vương, bắt trở về đất phong ở Lâm Tri. Ban đầu, ông tuyên bố muốn lập một vị vua trưởng thành là Nhiệm Thành vương Tào Cư (ông chú của Tào Phương), nhưng lại lấy lý do không thể để chú nối ngôi cháu, nên buộc Quách thái hậu lập một người cháu gọi Ngụy Minh Đế bằng bác, là Cao Quý hương công Tào Mao (em Đông Hải vương Tào Lâm – em Minh Đế Duệ) làm vua mới.

## Dẹp Vô Khâu Kiệm
Nghe tin Tư Mã Sư làm việc phế lập, Trấn đông tướng quân Vô Khâu Kiệm và Thứ sử Dương châu là Văn Khâm cùng các tướng lĩnh vùng Dương châu khởi binh thảo phạt Tư Mã Sư, giương cờ phò tá nhà Tào Ngụy.
Vô Khâu Kiệm dâng biểu về Lạc Dương lên Tào Mao, kể 10 tội trạng của Tư Mã Sư và đề nghị Tào Mao dùng em ông là Tư Mã Chiêu thay thế làm phụ chính, nhằm phân hóa hàng ngũ họ Tư Mã. Vô Khâu Kiệm và Văn Khâm tập hợp 6 vạn quân từ Thọ Xuân tiến về phía tây, nhưng không đánh thẳng tới Lạc Dương hoặc Hứa Xương mà chỉ chiếm Hạng Thành và đóng quân.
Tư Mã Sư sai Giám quân Vương Cơ làm tiên phong, đóng đồn ở Nam Đốn ngăn chặn Vô Khâu Kiệm và Văn Khâm, lại sai Gia Cát Đản mang quân Dự châu đánh căn cứ của họ là Thọ Xuân; còn sai Hồ Tuân mang quân Thanh châu, Từ châu đi theo đường giữa Thương Khâu và huyện Tiêu tới cắt đứt đường rút về Thọ Xuân của họ. Tư Mã Sư còn sai Đặng Ngải mang 1 vạn quân Thái Sơn ra Lạc Gia để dẫn dụ Vô Kỳ Kiệm ra đánh, còn tự mình cầm quân chủ lực tới Nhữ Dương.
Đặng Ngải mang quân tới Lạc Gia, làm cầu phao tạo điều kiện cho đại quân Tư Mã Sư tới chiếm được Lạc Gia. Lúc đó Tư Mã Sư đang bị bệnh lên bướu ở mắt. Văn Khâm sai con là Văn Ương mang quân đánh vào đại doanh Tư Mã Sư. Bị quân Văn Ương đánh bất ngờ, quân Tư Mã Sư rối loạn. Tư Mã Sư sợ hãi, bật cả tròng một con mắt ra ngoài, đau quá ngất đi. Nhưng vì lực lượng của Văn Ương quá ít không phá được trại địch, cuối cùng phải rút lui.
Tư Mã Sư bớt bệnh, Vô Khâu Kiệm sai Văn Khâm mang quân ra đánh Đặng Ngải. Trong khi hai bên xuất chiến, Tư Mã Sư mang quân chủ lực đánh tập hậu. Văn Khâm không địch nổi, bị thua tan tác. Các cánh quân và thành trì theo Vô Kỳ Kiệm lần lượt đầu hàng. Thấy quân chủ lực thua trận, Vô Khâu Kiệm vội bỏ Hạng Thành chạy, toàn quân Dương châu tan vỡ. Vô Khâu Kiệm chạy tới huyện Thận và bị giết, còn Văn Khâm bại binh cũng bỏ chạy đến hàng Đông Ngô.
Tư Mã Sư thắng trận trở về, bắt giết hết gia tộc hai họ Vô Khâu và họ Văn.

## Qua đời
Lúc lâm trận chống Văn Khâm, Tư Mã Sư đã bị bật một con mắt ra khỏi hố mắt. Sau khi chiến trận Dương châu chấm dứt, bệnh tình ông ngày càng nặng. Sang tháng 1 năm 255, Tư Mã Sư bệnh nặng qua đời, thọ 48 tuổi. Em ông là Tư Mã Chiêu kế tục chức vụ của ông. Ông được ban thụy hiệu là Trung Vũ (忠武). Khi em trai Tư Mã Chiêu trở thành Tấn vương, ông đã được em trai truy thụy làm Cảnh vương (晉王).
Sau khi cháu ông là Tư Mã Viêm lên ngôi Hoàng đế Tây Tấn, ông được truy tôn là Cảnh hoàng đế (晉景帝), miếu hiệu là Thế Tông (世宗).

## Gia đình
- Cha: Tư Mã Ý, sau được truy phong là Tuyên hoàng đế (宣皇帝).
- Mẹ: Trương Xuân Hoa, sau được truy tôn là Tuyên Mục hoàng hậu (宣穆皇后).
- Chính thất:

1. Hạ Hầu Huy (夏侯徽; 211 - 234), tự Viên Dung (媛容), là con gái của Hạ Hầu Thượng và Tào phu nhân, mẹ của năm con gái. Bị Tư Mã Sư ép chết bằng rượu độc. Sau này được Tấn Vũ đế truy phong là Cảnh Hoài hoàng hậu (景懷皇后).
2. Phu nhân Ngô thị (夫人吴氏), con gái Ngô Chí (吳質), ly hôn.
3. Dương Huy Du (羊徽瑜; 214 - 278), con gái Dương Đạo (羊衜), không con. Được Tấn Vũ Đế tôn làm Hoàng bá mẫu Hoàng thái hậu, tôn gọi Hoằng Huấn cung (弘訓宮). Sau khi mất, thụy hiệu Cảnh Hiến hoàng hậu (景獻皇后).
4. Đổng thị (董氏) , con gái nữ thi nhân trứ danh Thái Diễm và người chồng thứ ba là Đổng Tự (董祀).

- Con ruột: Ông chỉ có năm con gái, do Cảnh Hoài hoàng hậu Hạ Hầu thị sinh ra.
- Con nuôi: Tư Mã Du (司馬攸; 248-283), được phong Tề vương, vốn con của Tư Mã Chiêu.

## Trong Tam Quốc diễn nghĩa
Trong tiểu thuyết Tam Quốc diễn nghĩa của La Quán Trung, Tư Mã Sư xuất hiện bên cạnh Tư Mã Ý khi cùng chống những cuộc tấn công của Gia Cát Lượng tại biên giới phía tây thời Ngụy Minh Đế.
Ông cũng từng dự cuộc chiến chống lại Khương Duy nước Thục Hán ở biên giới phía tây. Sau đó, Tư Mã Sư dẹp Vô Khâu Kiệm trong lúc bị lên u bướu mắt. Khi Văn Ương con Văn Khâm đánh vào trại, ông bị bật nổ một con ngươi, phải trùm kín chăn có thủ hạ hộ tống.
Sau khi dẹp loạn xong, bệnh ông càng nặng, bật nổ nốt con ngươi còn lại và qua đời.

## Trong trò chơi hiện đại
Tư Mã Sư(Sima Shi) trở thành nhân vật thuộc phe Tấn(Jin) ở phiên bản Dynasty Warriors 7. Vũ khí chuyên dụng là Rapier Sword(Liễu Kiếm), tạo hình nhân vật là 1 võ quan trẻ tuổi, bên má trái đeo 1 chiêc mặt nạ nhỏ, rất thông minh, quyết đoán và tham vọng, là đứa con ưu tú của Tư Mã Ý(Sima Yi). Sau khi Sima Yi qua đời, anh trở thành lãnh đạo của phe Jin, nhưng trong trận chiến với phe nổi loạn, anh bị trúng tên và mất sớm.